# متیلن‌دی‌اکسی‌هیدروکسی‌اتیل‌آمفتامین
متیلن‌دی‌اکسی‌هیدروکسی‌اتیل‌آمفتامین (به انگلیسی: Methylenedioxyhydroxyethylamphetamine) با فرمول شیمیایی C۱۲H۱۷NO۳ یک ترکیب شیمیایی است. که جرم مولی آن ۲۲۳٫۲۷۱ g/mol می‌باشد. 